# Morro d’Alba

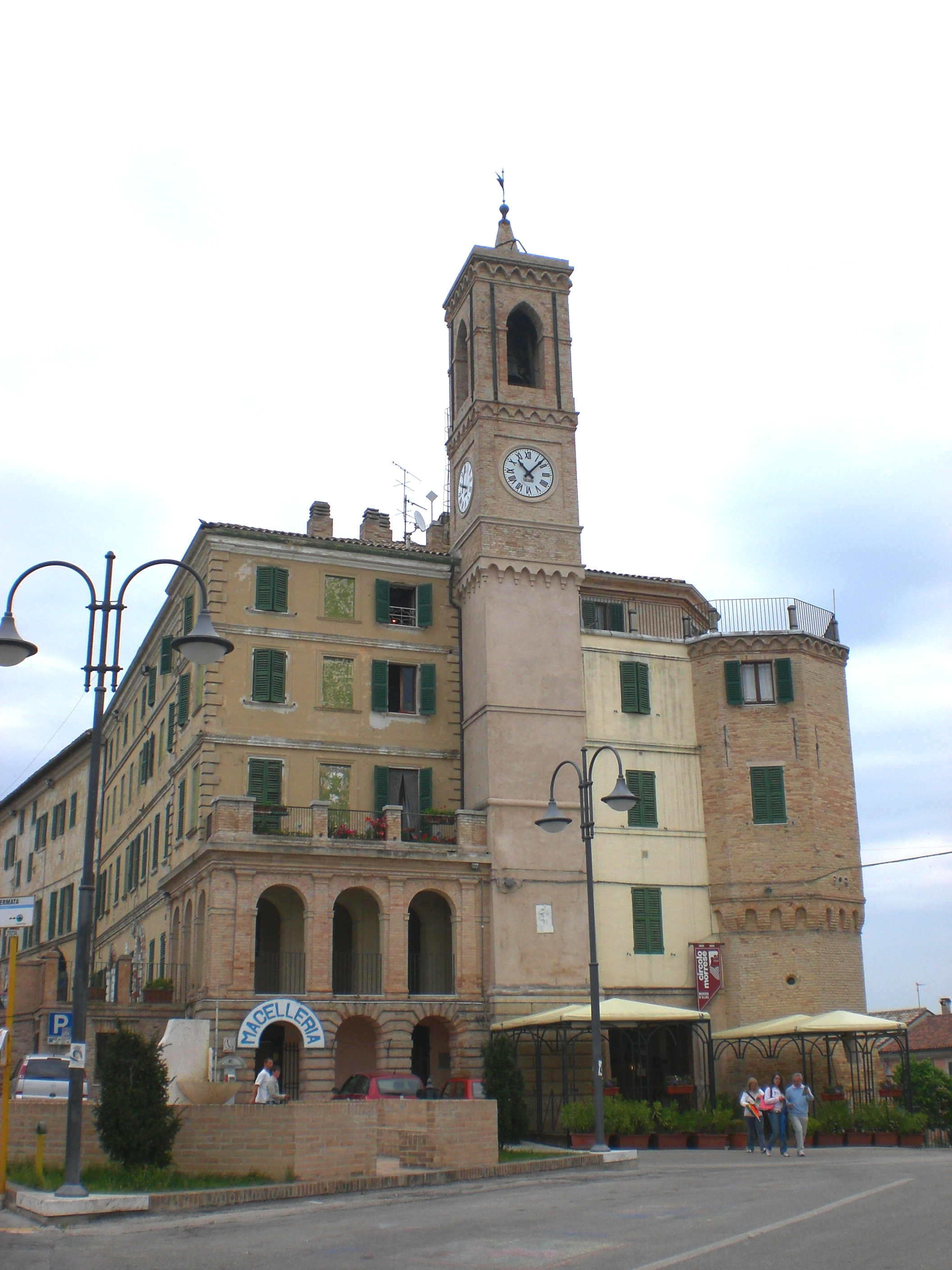
Blick auf die Gemeindeverwaltung von Morro d’Alba

Morro d’Alba (bis 1863 einfach Morro) ist eine italienische Gemeinde (comune) mit 1813 Einwohnern (Stand 31. Dezember 2023) in der Provinz Ancona in den Marken.

## Geografie
Die Gemeinde liegt etwa 23 Kilometer westsüdwestlich von Ancona. Bis zur Adriaküste sind es etwa zehn Kilometer in nordöstlicher Richtung.
Die Nachbargemeinden sind Belvedere Ostrense, Monte San Vito, San Marcello und Senigallia.

## Funde
In Morro d’Alba wurde ein Medaillon gefunden, das den Ostgotenkönig Theoderich den Großen als siegreichen Feldherrn zeigt: Auf der Vorderseite das Bild des Herrschers ohne eine Krone, aber mit den Haaren nach gotischer Art in langen Strähnen; die Inschrift lautet Rex Theodericus pius princeps. Die Rückseite zeigt eine Siegesgöttin mit Kranz in den Händen, während die Legende Rex Theodericus victor gentium lautet.

## Wirtschaft
Hier wird der Lacrima di Morro d’Alba produziert.

## Söhne und Töchter der Gemeinde
- Enzo Cucchi (* 1949), Künstler